# Agnes Sampson

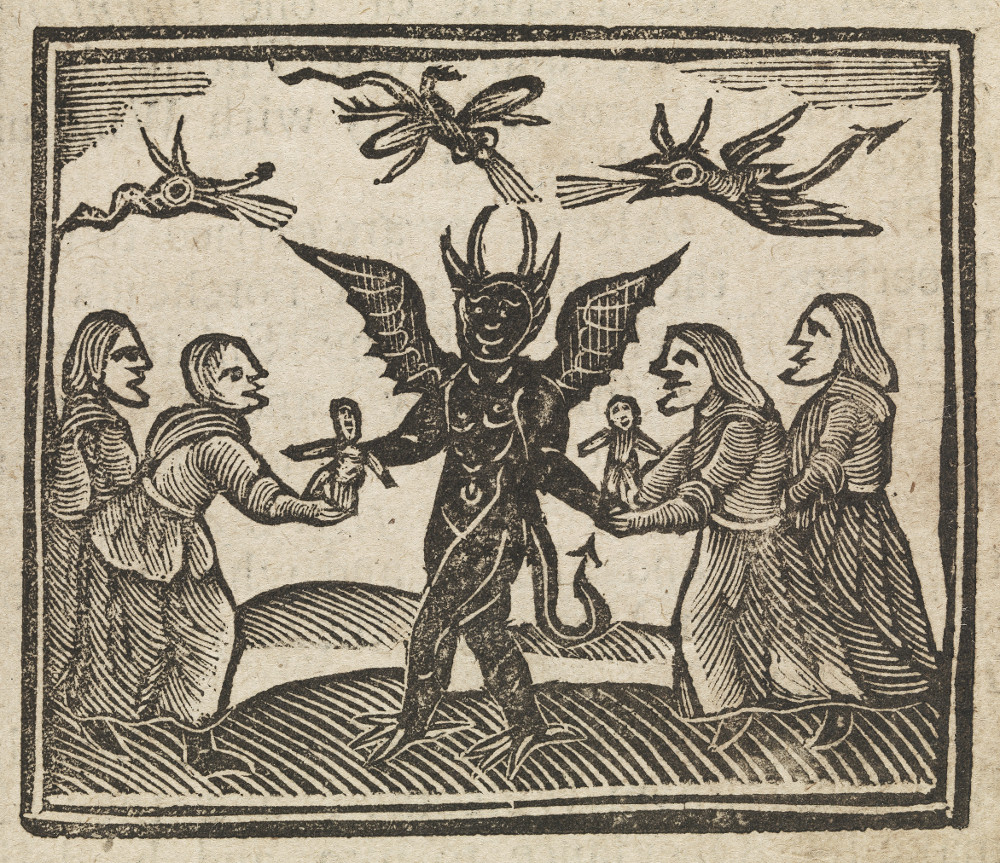
Agnes Sampson

Agnes Sampson, död 1591, var en skotsk kvinna som avrättades för häxeri i Edinburgh. Hon tillhör de mer kända åtalade i den berömda häxprocessen i North Berwick.
Agnes Sampson arbetade som barnmorska och klok gumma i Nether Kieth i East Lothian utanför Edinburgh. Hon var en av de många personer som angavs av Gillis Duncan för att ha närvarat vid den häxsabbat där häxorna trollat fram en storm som blåste kungens fartyg ur kurs på hans bröllopsresa till Danmark. Hon förhördes under tortyr och kroppsvisiterades för att man skulle kunna finna djävulsmärket. Hon erkände att hon hade försvurit sig till Djävulen och medverkat i att trolla fram stormen på havet. Hon utfrågades av kungen själv, som intresserade sig för häxprocessen. Hon dömdes som skyldig till att först strypas och sedan brännas på bål.